# أبا الجلد (مأرب)

تعديل مصدري - تعديل

أبا الجلد هي إحدى قرى عزلة ال جلال بمديرية مأرب التابعة لمحافظة مأرب، بلغ تعداد سكانها 145 نسمة حسب تعداد اليمن لعام 2004.